# Ochtelburer Kirche

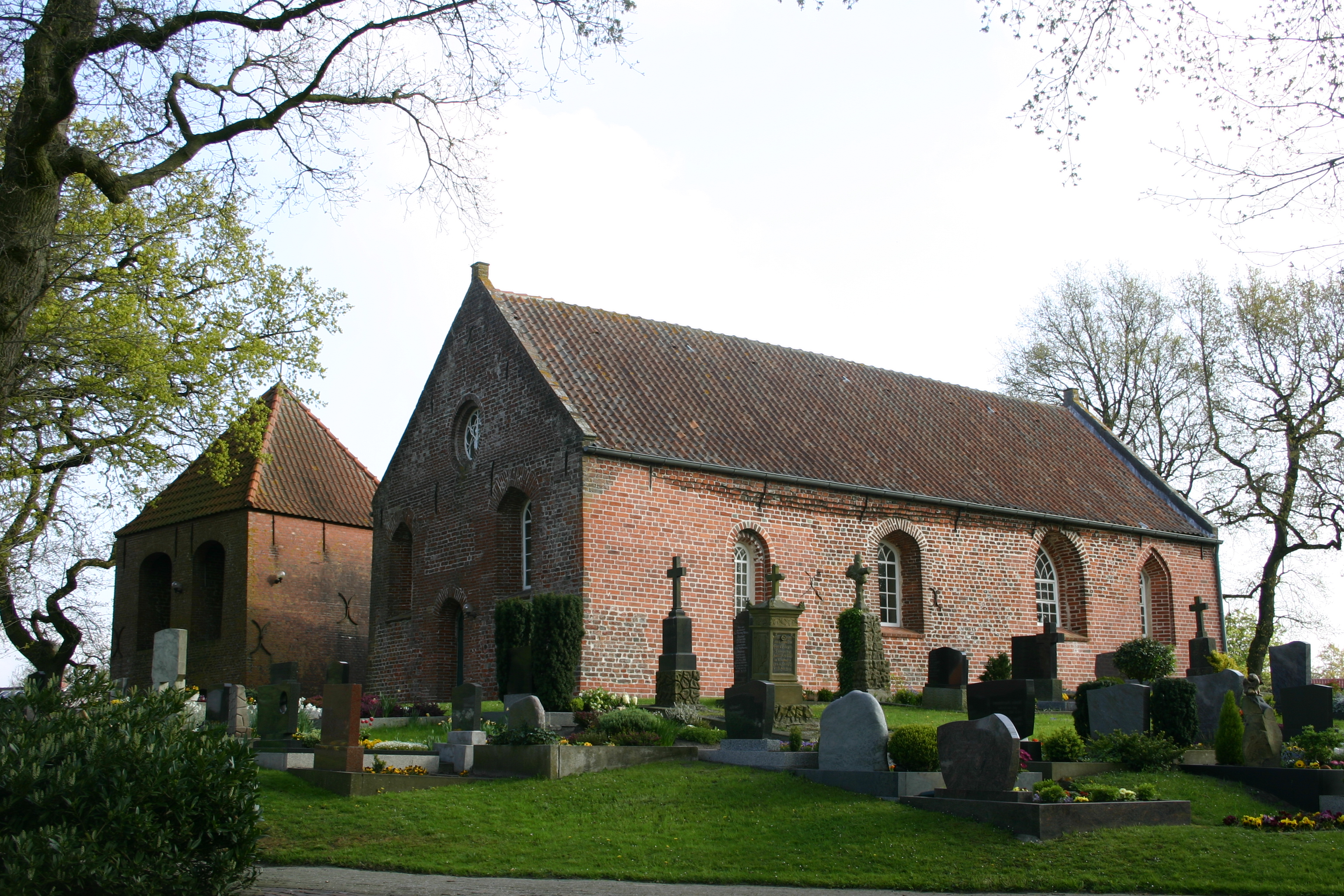
Ochtelburer Kirche

Die evangelisch-lutherische Ochtelburer Kirche steht im ostfriesischen Ort Ochtelbur, Gemeinde Ihlow.

## Geschichte
Ob die heutige Kirche einen Vorgängerbau hatte, ist bis dato ungeklärt. In der zweiten Hälfte des 13. Jahrhunderts wurde der heutige Bau errichtet. Von diesem Bauwerk ist nach vielen Umbaumaßnahmen und Reparaturen im Laufe der Jahrhunderte nicht mehr viel erkennbar. Erhalten blieben Reste von alten rundbogigen Fenstern mit spitzwinkligen Rücksprüngen. Im 18. Jahrhundert war die Kirche so baufällig, dass die Ostwand im Jahre 1742 neu aufgemauert werden musste. Bei dieser Gelegenheit wurde das Bauwerk verkürzt, indem die neue Wand etwas nach Westen zurückversetzt wurde. Die Nordmauer wurde im Jahr 1861 erneuert.

## Baubeschreibung
Die Ochtelburer Kirche ist eine rechteckige Einraum-Saalkirche. Sie wurde im Stil der Romanik aus Backsteinen errichtet. Der Innenraum ist nach oben mit einer gewölbten Holzdecke abgeschlossen.

## Ausstattung

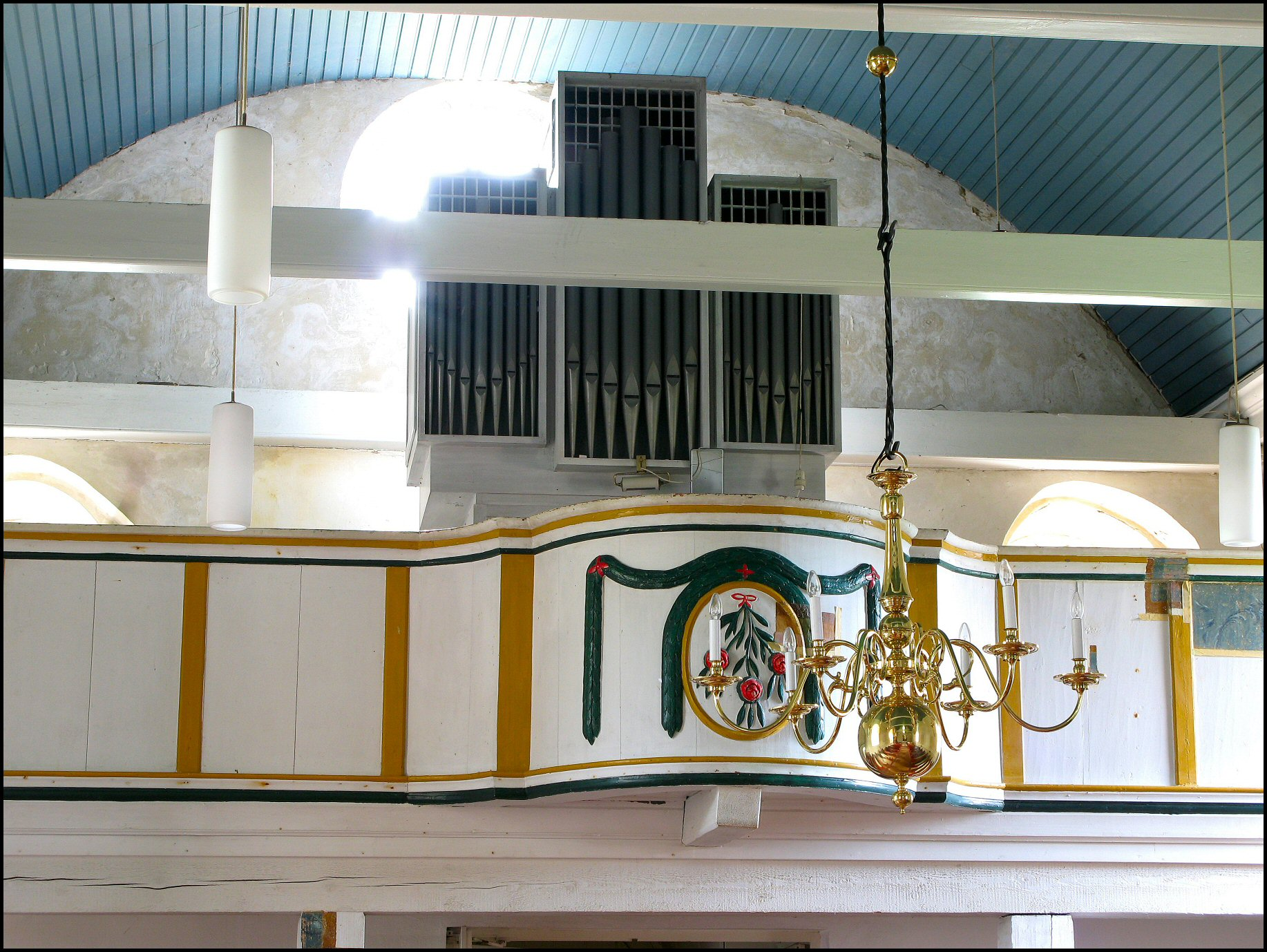
Die Orgel aus dem Jahre 1972

Ältester Ausstattungsgegenstand ist der Taufstein aus Bentheimer Sandstein. Er ist ein Werk aus der Zeit um 1200. Das Becken ruht auf vier Löwen und ist mit Taubändern sowie Rankenfriesen verziert. Der Kanzelkorb mit den gewundenen Ecksäulen und vier Evangelistenfiguren wurde 1678 geschaffen. Aufgrund der großen Ähnlichkeiten zu anderen Werken könnte sie aus der Werkstatt des Hinrich Cröpelin aus Esens stammen. Der Predigtstuhl wird auf die Zeit um 1700, die frühbiedermeierliche Westempore in die Zeit um 1800 datiert.
Die Orgel errichtete die Wilhelmshavener Orgelbauwerkstatt Alfred Führer im Jahre 1972.